# 書道駅
書道駅（ソドえき）は、大韓民国全北特別自治道南原市にある韓国鉄道公社（KORAIL）全羅線の駅である。

## 歴史
- 1934年10月1日 - 無配置簡易駅として開業。
- 1937年10月1日 - 普通駅に昇格。
- 2002年10月17日 - 路線移設工事に伴い、現在地に移転。旧駅舎は南原市が買い取り、改修工事の上で文化村として使用される。
- 2004年7月15日 - 旅客取扱中止。
- 2008年7月1日 - 無配置簡易駅に降格。

## 隣の駅
韓国鉄道公社
全羅線
獒樹駅 - 書道駅 - (山城駅) - 南原駅